# Vedella de foc
La Vedella de Foc és una rèplica exacta del bou de foc que el setembre de 2010 es va trobar als terrenys de l'antic taller de la Pirotècnia Espinós de Reus. Aquest bou de petites dimensions és fet de fusta i de roba de sac i al llom s'hi muntaven carcasses amb correcames, carretilles, amb tro o sense, fonts d'espurnes, volcans, rodes de foc o qualsevol giny pirotècnic.

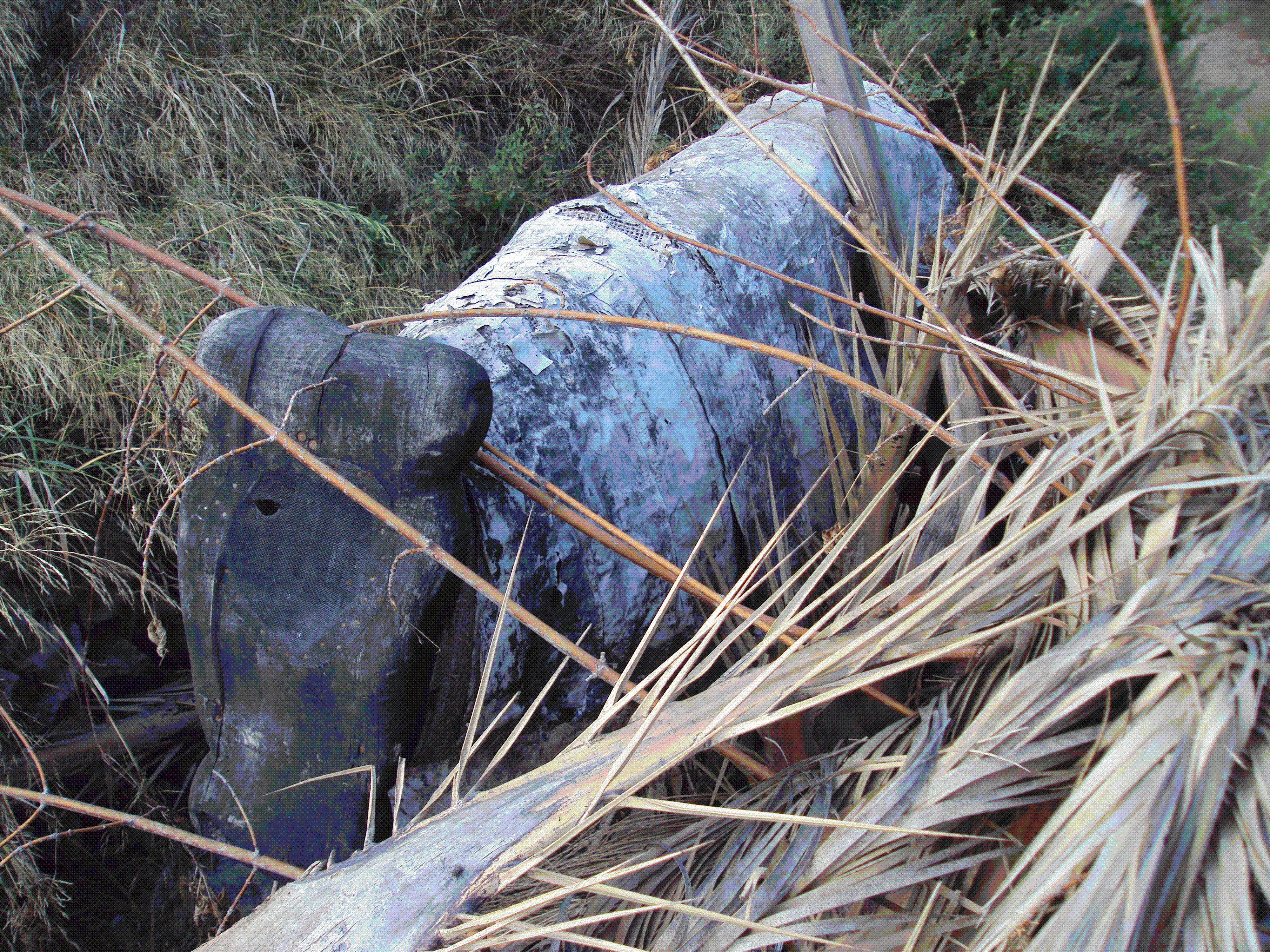
Bou de foc trobat a Ca l'Espinós

Els bous de foc, sobretot aquestes carcasses més simples, eren un artifici de què disposaven les mateixes empreses pirotècniques i que cedien a les comissions de festes dels pobles amb l'adquisició del corresponent material pirotècnic.
La Vedella de foc, impulsada per colla del Bou de Reus, va ser estrenada per Còrpus de 2011. Acostuma a sortir el dissabte de Còrpus, amb dos altres bous de foc recuperats a la ciutat per una altra entitat. També surt la Nit de Sant Joan a les Barraques de Reus, a més de sortides per altres poblacions.